# مانويل روزنتال
مانويل روزنتال (بالفرنسية: Manuel Rosenthal)‏ هو عضو في المقاومة الفرنسية ‏ وملحن وعازف كمان فرنسي، ولد في 18 يونيو 1904 في باريس في فرنسا، وتوفي بنفس المكان في 5 يونيو 2003.

## وصلات خارجية
- مانويل روزنتال على موقع IMDb (الإنجليزية)
- مانويل روزنتال على موقع ميوزك برينز (الإنجليزية)
- مانويل روزنتال على موقع أول ميوزيك (الإنجليزية)
- مانويل روزنتال على موقع ديسكوغز (الإنجليزية)
- مانويل روزنتال على موقع قاعدة بيانات الفيلم (الإنجليزية)